# KOffice
KOffice foi uma suíte de escritório, distribuída junto com a interface gráfica KDE para Linux. Existe uma versão para Windows.
Possui editor de textos (KWord), planilhas eletrônicas (KSpread), editor de apresentações (KPresenter), banco de dados (Kexi), editor de diagramas (Kivio), aplicativo para desenho vetorial (Karbon14), editor de imagens (Krita), aplicativo para gerenciamento de projetos (KPlato), editor de gráficos (KChart), editor para visualização de fórmulas (KFormula), gerador de relatórios (Kugar), filtros para importação/exportação de arquivos e ainda o KOffice Workspace que gerencia todas as outras aplicações do Koffice, integrando-as.
Em 2010, devido a vários conflitos internos na equipa de programadores, foi criado um projeto paralelo denomidado Calligra Suite. Esta suite foi criada de raiz e incorporou já nela diversas novidades como programação modular e funcionalidades que lhe permitem adaptar-se com relativa facilidade a, por exemplo, dispositivos moveis. Devido ao sucesso desta mesma Suite, o KOffice foi descontinuado em Março de 2011.

## Componentes do KOffice
|  | KWord          | Processador de texto                                                                                            |
|  | KSpread        | Folha de cálculo aplicação que suporta múltiplas folhas de cálculo, modelos e mais de 100 fórmulas matemáticas. |
|  | KPresenter     | Editor de apresentações com suporte para imagens e efeitos de transição.                                        |
|  | Kivio          | Editor de diagramas                                                                                             |
|  | Karbon14       | Aplicação para desenho vectorial.                                                                               |
|  | Krita          | Editor de imagens.                                                                                              |
|  | Kugar e KChart | |
|  | KFormula       | Editor de fórmulas matemáticas.                                                                                 |
|  | Kexi           | Base de dados                                                                                                   |
|  | KPlato         | Aplicação para gestão de projectos.                                                                             |

## Detalhes técnicos
As aplicações do KOffice foram desenvolvidas usando Qt e KDE Platform. Todos os seus componentes são lançados sob licenças software livre e usam OpenDocument como seu formato de arquivo nativo quando possível. O KOffice foi lançado separadamente do KDE SC 4 e pode ser baixado do servidor FTP do KDE. O KOffice 2 passou por uma grande reformulação para usar o sistema de componentes Flake (KDE)|Flake e o sistema de cores Pigment, tanto quanto possível dentro dos aplicativos. Os desenvolvedores do KOffice planejaram compartilhar o máximo de infraestrutura possível entre os aplicativos para reduzir bugs e melhorar a experiência do usuário. Eles também queriam criar uma biblioteca OpenDocument para uso em outros aplicativos do KDE que permitiria aos desenvolvedores adicionar facilmente suporte para leitura e saída de arquivos OpenDocument para seus aplicativos. Automatizar tarefas e estender o conjunto com funcionalidades personalizadas pode ser feito com D-Bus ou com linguagens de script como Python, Ruby, e JavaScript.